# 射鱼

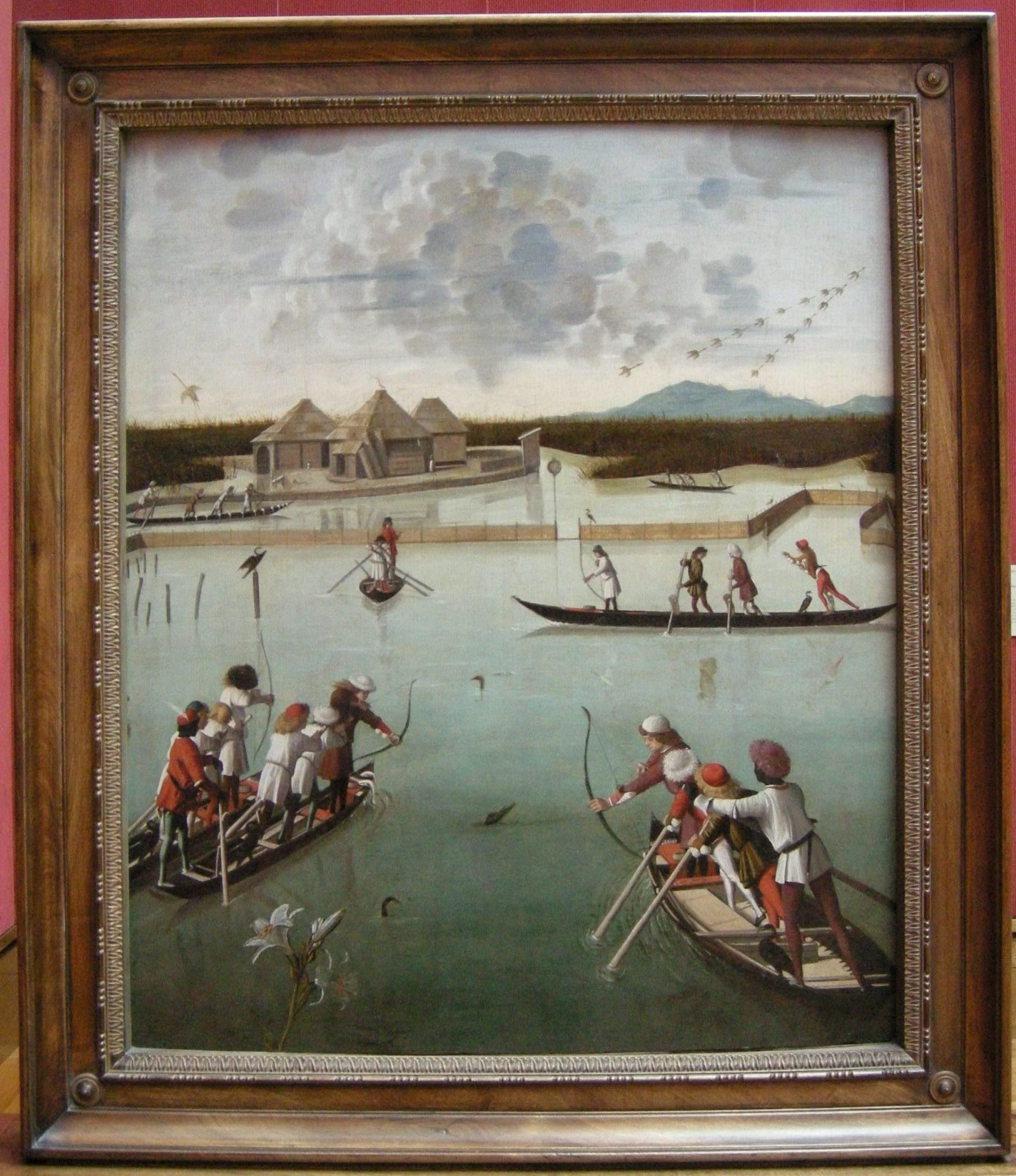
卡帕齐奥15世纪末期的名画《泻湖狩猎》（Caccia in laguna）

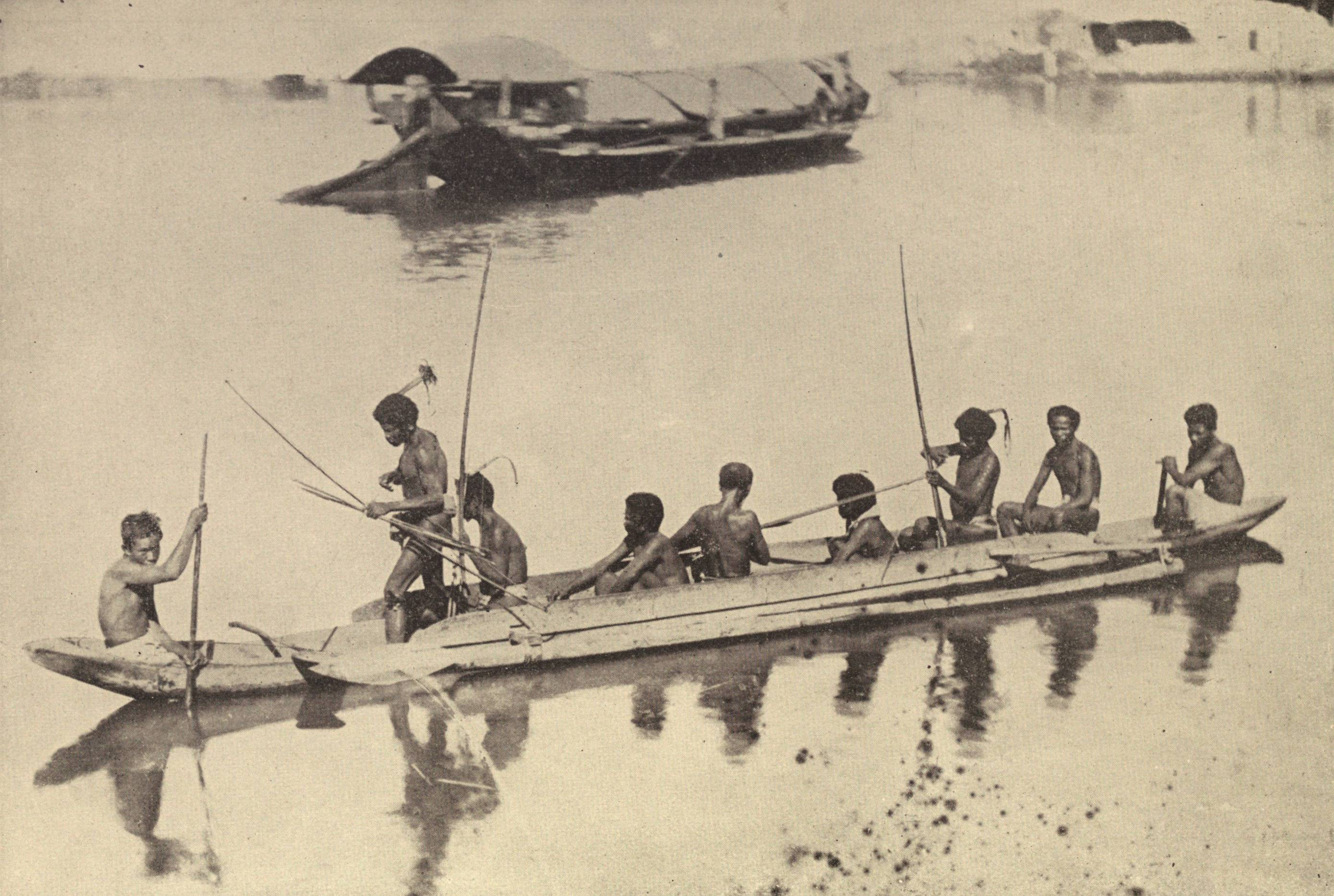
菲律宾的尼格利陀人在河船上进行传统射鱼活动

射鱼（英語：bowfishing）是使用弓箭、弩等远射武器（一些红脖子也会使用枪械）进行射击捕杀鱼类的捕鱼方式。在射鱼时，捕鱼者会从水面上方向水中射出系有鱼线的箭矢，在命中水下目标后再收线将箭和鱼拖回。与其它通过引诱和操纵鱼类直觉行为的捕鱼方式（比如钓鱼、网鱼、围鱼和甚至一些徒手捕捞）不同，射鱼与刺鱼一样完全依赖捕鱼者自己的视觉判断和手法技能，而且除弓箭外通常不会使用额外的渔具（比如抄网）。因为弓箭的致命性，射鱼后无法进行钓获放流；而且因为射箭的无差别性和相对高效，可以在短时间内对一些物种造成很严重的生态冲击。

## 技巧
射鱼可以在岸边、浅滩、船舶、甚至栈桥上进行，只要能够让捕鱼者和目标鱼之间有畅通无阻的视线就可以。但由于光线进出水中时会发生折射，产生视错觉让水中物体显得浅于实际深度，因此射鱼时通常需要向着视野中的目标下方进行角度校正——所谓的“射不好，向下瞄”（When in doubt, aim low, then aim lower），否则就会错失目标。

## 器材

### 弓

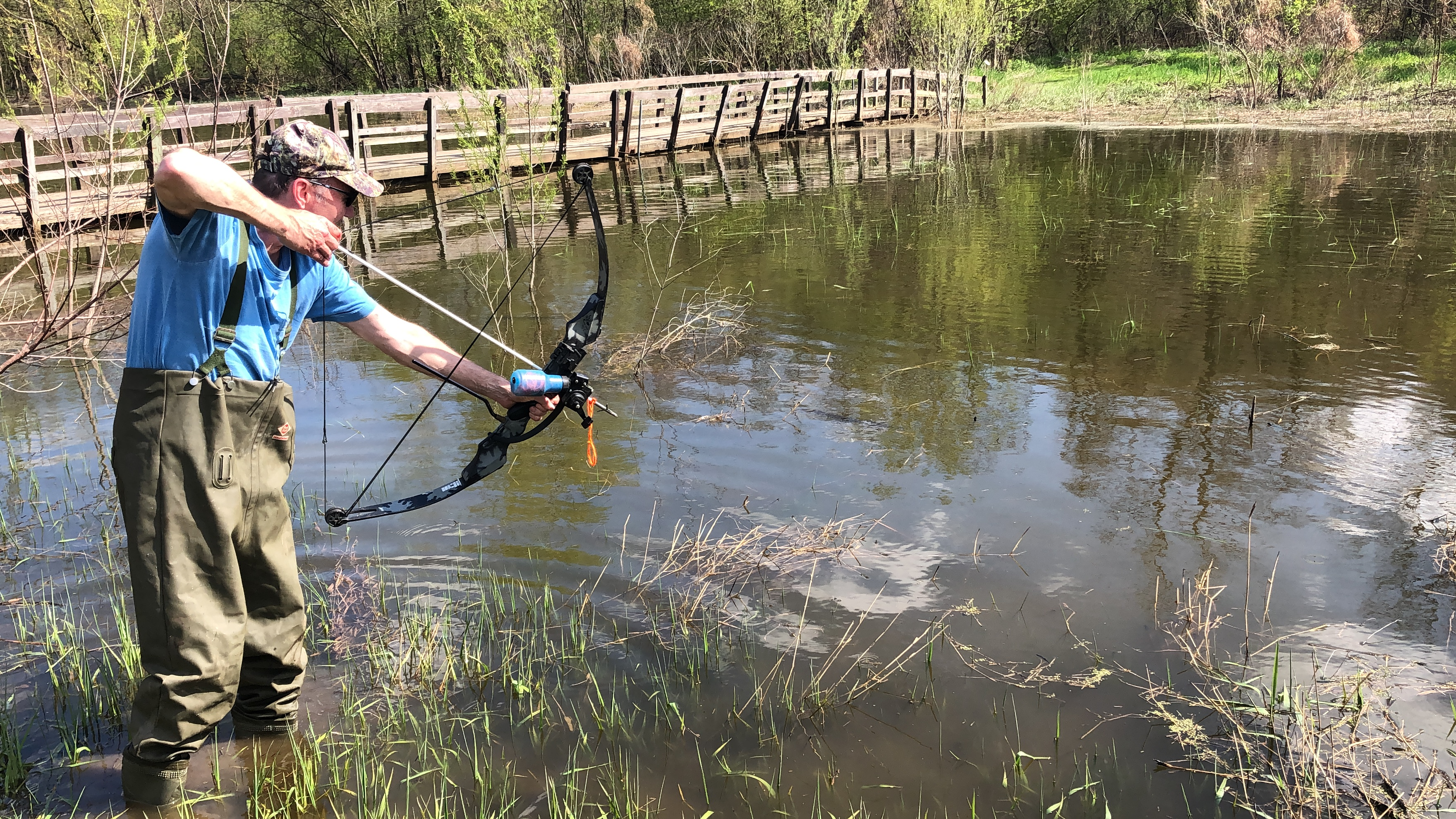
装有鱼轮的复合弓是现代射鱼最常见的工具

传统射鱼会使用结构较为简单的弓（比如反曲弓），但现代射鱼运动通常会使用装有瞄具的复合弓或弩，有些还会装有激光指示器。大部分射鱼使用的弓的拉重在40—50英磅（18—23）之间，但用来射杀大型鱼类和其它水生动物（比如鳄类和龟类）的弓和弩可以达到120英磅（54）。

### 箭

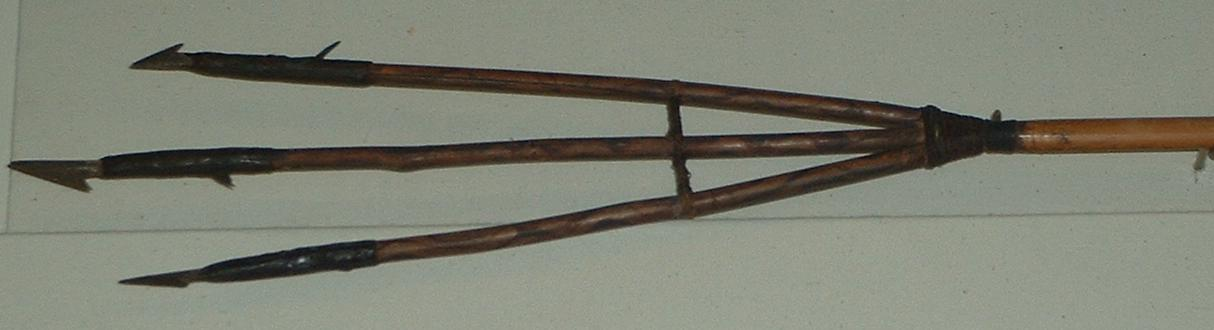
圭亚那的三岔倒刺捕鱼箭

射鱼使用的箭矢比一般射靶和打猎使用的箭要更重更硬，通常由5⁄16英寸（0.79）粗的玻璃钢制成，但铝合金、碳纤维和碳纤维强化聚合物等材料也有使用。射鱼箭通常没有尾羽，因为入水时可能会让箭身发生偏转，而且射鱼的距离通常不需要阻力稳定来保证外弹道一致。箭头通常会带有特殊的倒刺，甚至会有可伸缩的倒钩，以便箭头在穿入鱼体后受到拉扯时不会意外脱落。

### 线
射鱼使用的鱼线通常较为粗壮，由编制尼龙、涤纶或超高分子量聚乙烯制成，常用线重规格在80—400英磅（36—181）之间，有些用来射猎鳄类的线规模可以达到600英磅（270）。射鱼线通常会染成较为鲜艳的草绿、荧光黄或白色，以便捕鱼者可以看清位置。射鱼线可以直接用绳结绑在箭杆末端，也可以通过特殊的连接部件固定在箭尾。

### 线轮

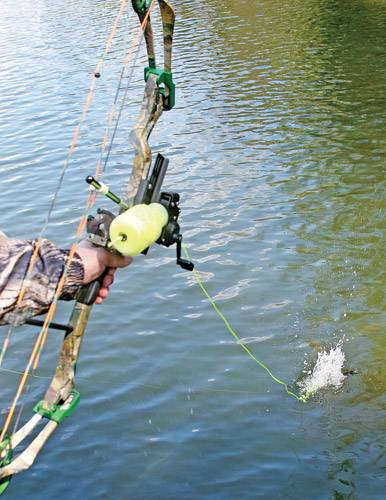
射鱼专用的收线轮

传统射鱼是徒手扯线收鱼，但现代射鱼运动通常会借助钓鱼使用的鱼轮来储存、释放和回收鱼线。常见的钓鱼轮有三种：
1. 第一种设计是最简单，用一个普通的手持卷筒，然后徒手将线缠绕在卷筒上进行收线。在射击前，射鱼者会将一些特意留出的长度放在一个开放式的存储槽内，使得线可以无阻力的随着箭的飞行而释放。这种手缠线轮在面对挣扎较猛的鱼时会十分吃力，但是可以轻易配合浮筒使用来困住大鱼不让其下潜；
2. 第二种设计是钓鱼时常见的封闭轮，在射击前按下放线钮，在箭射出后用转动曲柄向回收线。缺点是必须记住要先按放线钮，否则射箭时会出现断线情况；
3. 第三种设计是专门为射鱼而发明的收线轮（retriever reel），外形酷似一个塑料瓶，在初始状态下会自由放线，想收线时按压一个扳杆产生拖力，然后用转柄将线收回。

## 船

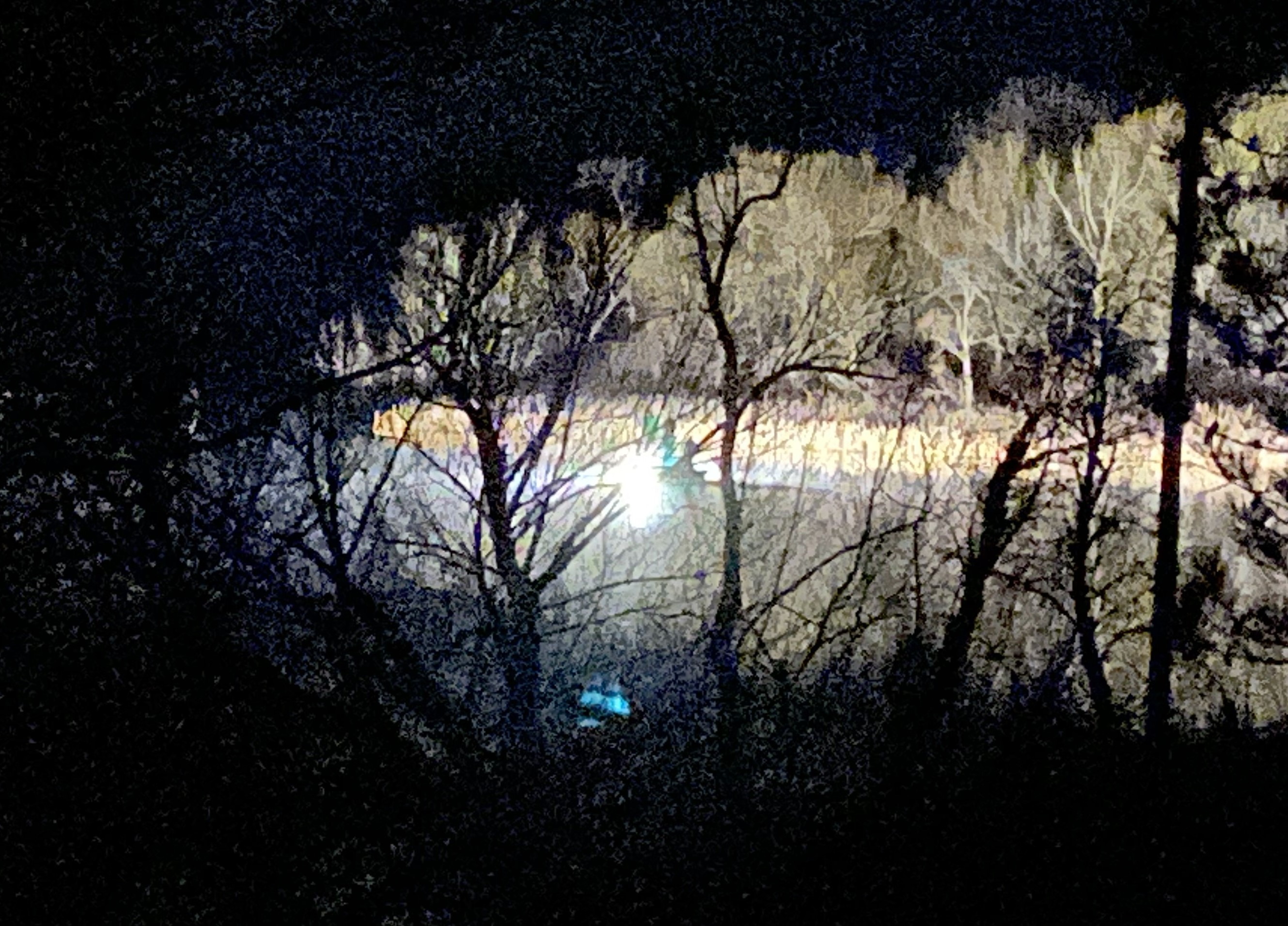
现代的运动射鱼通常在晚间进行，在有加高船首平台的渔艇上利用聚光灯照明集鱼，多人从不同角度射鱼

虽然射鱼活动可以从陆地上进行，但是船舶才是射鱼的主流作业平台。射鱼使用的渔艇通常采用平底设计，以便在浅水区作业；如果是在开放水域，则会使用普通的游艇。射鱼使用的渔艇通常会在船首建有加高的平台来增加捕鱼者的视野，同时会配有额外的发电机组来为夜间照明供电，特别是用聚光灯照射水面利用鱼类的趋光性将其聚集捕杀。在水草较密集的草泽和湿地中，不使用螺旋桨的风扇艇常常被使用。

## 争议

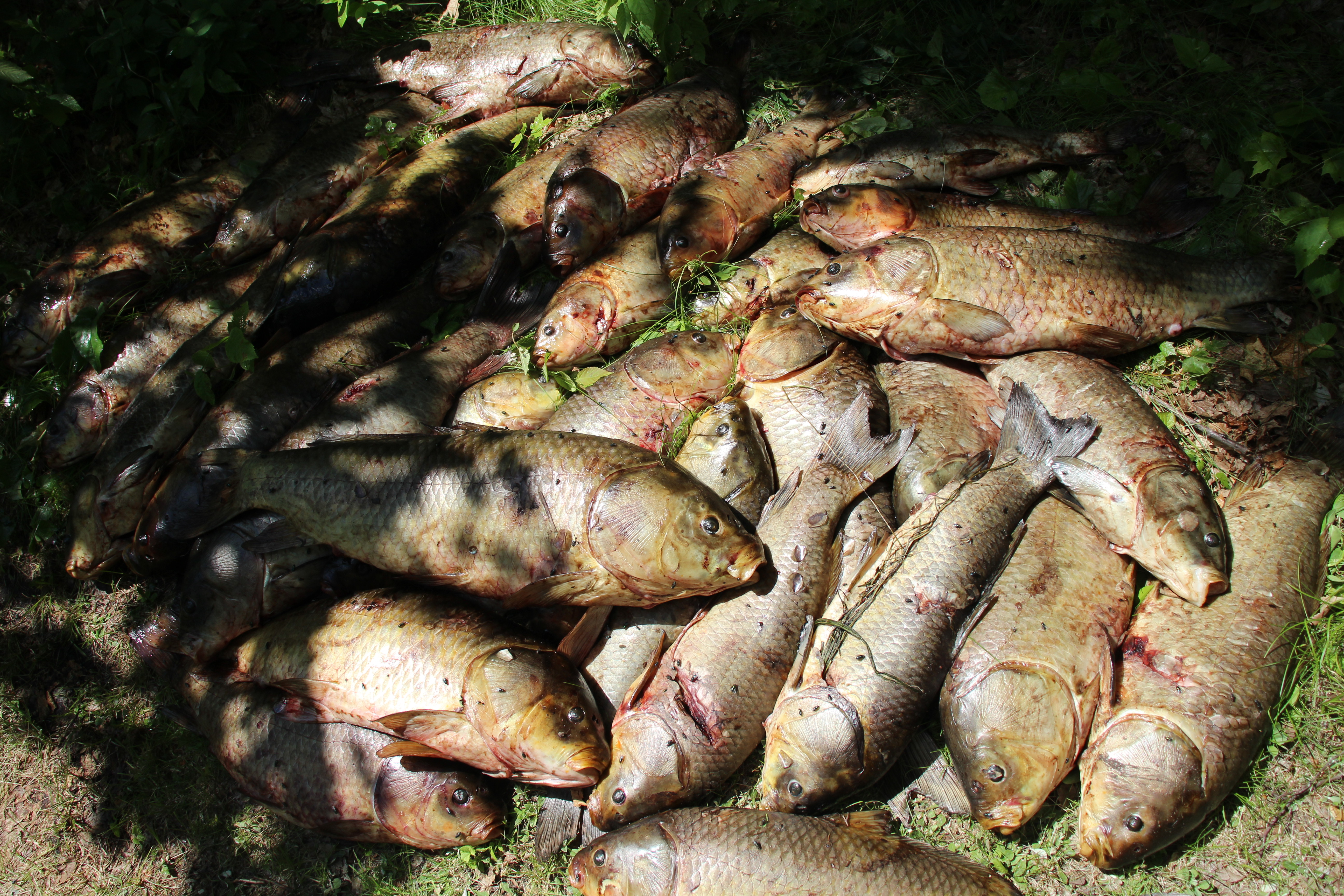
无管制的射鱼常常会造成大量原生物种的浪费，比如美国明尼苏达州的小鲤牛胭脂鱼就曾因为射鱼而濒危，图中这堆被射杀后遗弃的32条鱼个体平均年龄89岁，一夜之间损失的鱼群寿命年高达2500年

从20世纪末期开始，在美国南部和中西部地区常见的射鱼活动开始愈发充满伦理争议，原因是射鱼对以往未受重视的北美本土鱼种资源造成了大量浪费。从事射鱼运动的红脖子通常针对的是传统上不被看做是理想食用鱼的淡水“垃圾鱼”，在捕杀后通常直接弃尸野外，有些人甚至误认为这些物种是有害生物捕杀越多越好。射鱼活动造成的生态冲击在进入21世纪夜间捕鱼开始盛行后被放大。针对此类捕鱼活动的渔业管理缺失、本土淡水鱼复杂的生命史、生态学研究的资金缺乏、民众中根深蒂固的反智偏见以及淡水鱼对栖息地环境变化的普遍敏感度都使得射鱼造成的生态浪费更加严重。
现代射鱼运动（特别是美国本土的）中时常发生的一次性捕杀数百条鱼后碰都不碰就直接抛弃的情况，直接违反了北美野生动物保护模式（North American Model of Wildlife Conservation）的宗旨。此外，现代生物学对许多射鱼时常针对的本土鱼种（比如小鲤牛胭脂鱼、弓鳍鱼、似鲤亚口鱼等）的研究理解发现它们复杂的生命周期使其面对过度捕捞尤其脆弱。虽然在美国有些射鱼针对的鱼种是入侵的亚洲鲤鱼，绝大部分被射鱼猎杀的物种是极富生态价值的本土物种，比如雀鳝、弓鳍鱼、牛胭脂鱼、鲤亚口鱼、吸口鱼和其它几种亚口鱼、淡水石首鱼、月眼鱼、匙吻鲟、𫚔鱼和鲇鱼，而用于保护这些本土鱼的相关管理长期匮乏。针对射鱼运动的渔业管理必须对应其从生态环境中移除的鱼种数量（而这些数量远高于参与射鱼的群体）和几乎不存在的数额限制。除此之外，利用鱼类趋光性的高光灯夜间捕鱼作业使得射鱼的效率提高，对生态的负面影响加剧，也让水警执法更加困难。进入21世纪后，夜间射鱼的受欢迎度增加，参与者也更加经验丰富，有时一次出行就可以射杀上千条本土鱼。同时，射鱼不光针对淡水鱼，也会针对鲨鱼和鳐鱼等咸水鱼。